# Nagyzerind község
Nagyzerind község (románul: Comuna Zerind) község Arad megyében, Romániában. Központja Nagyzerind, hozzá tartozik Feketegyarmat.

## Népessége
A 2011-es népszámlálás adatai alapján a község népessége 1320 fő volt.